# Günter Verheugen
Günter Verheugen (* 28. dubna 1944, Bad Kreuznach, Německo) je německý a evropský politik, bývalý člen Evropské komise.

## Biografie

### Vzdělání

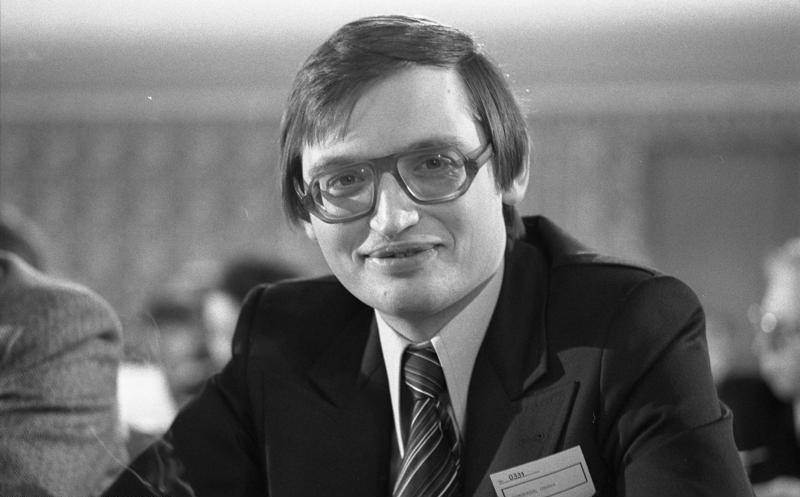
Günter Verheugen (1976)

Verheugen vystudoval historii, sociologii a politické studia univerzitě v Kolíně nad Rýnem a univerzitě v Bonnu.

### Politická kariéra v Německu
V letech 1978 až 1982 byl generální sekretářem německých liberálů (FDP). V roce 1982 stranu opustil poté, co FDP odešla ze spolkové vlády Helmuta Schmidta, a vstoupil do sociální demokracie SPD. V roce 1983 se stal členem Spolkového sněmu.

### Evropská komise
Od srpna 1999 do listopadu 2004 byl v Evropské komisi vedené Romanem Prodim komisařem pro rozšíření EU.
V roce 2004 se stal místopředsedou Evropské komise v čele s José Manuelem Barrosem a komisařem zodpovědným za oblast průmyslu.

## Vyznamenání
- komtur Řádu zásluh o Italskou republiku – Itálie, 18. září 1979[1]
- Bavorský řád za zásluhy – Bavorsko, 1997[2]
- záslužný kříž I. třídy Záslužného řád Spolkové republiky Německo – Německo, 1997
- velkodůstojník Řádu rumunské hvězdy – Rumunsko, 2000[3]
- velkokříž Řádu litevského velkoknížete Gediminase – Litva, 25. června 2003[4]
- velký záslužný kříž s hvězdou Záslužného řádu Spolkové republiky Německo – Německo, 2004
- velká čestná dekorace ve zlatě na stuze Čestného odznaku Za zásluhy o Rakouskou republiku – Rakousko, 2004[5]
- Řád bílého dvojkříže I. třídy – Slovensko, 2004[6]
- Řád za mimořádné zásluhy – Slovinsko, 28. května 2004 – za mimořádné zásluhy a přispění k navázání, rozvoji a upevňování vztahů důležitých pro mezinárodní propagaci a integraci Slovinska do evropských vazeb[7]
- Řád Xirka Ġieħ ir-Repubblika – Malta, 17. března 2004[8]
- velkokříž Řádu tří hvězd – Lotyšsko, 16. října 2004 – udělila prezidentka Vaira Vīķe-Freiberga[9]
- Řád kříže země Panny Marie I. třídy – Estonsko, 2. února 2005[10]
- komtur s hvězdou Řádu za zásluhy Polské republiky – Polsko, 2009
- Řád Bílého lva I. třídy – Česko, 10. října 2016 – udělil prezident Miloš Zeman[11]